# Athanase Dupré
Pour les articles homonymes, voir Dupré.
Louis Victoire Athanase Dupré, né le 28 décembre 1808 à Cerisiers et mort le 10 août 1869 à Rennes, est un mathématicien et physicien français.

## Biographie
À sa sortie de l'École normale supérieure en 1829, il est engagé comme professeur de mathématiques élémentaires et de physique au lycée de Rennes. En 1847, il obtient la chaire de mathématiques de la Faculté des sciences de Rennes.
Athanase Dupré obtient une mention honorable au Grand prix de mathématiques de l'Académie des sciences de 1858, pour son mémoire Examen d'une proposition de Legendre, sur un lemme (faux) d'Adrien-Marie Legendre, grâce auquel ce dernier croyait avoir démontré le théorème de la progression arithmétique.
En thermodynamique, il est reconnu pour ses travaux sur la théorie mécanique de la chaleur (thermodynamique) qui ont inspiré les travaux de François Massieu, qui influença lui-même Willard Gibbs. Il laisse son nom à la formule de Dupré, qu'il établit en 1865, donnant une expression de la pression de vapeur saturante d'un corps pur.
Athanase Dupré et son fils Paul ont également contribué à la compréhension des phénomènes de capillarité, notamment en formalisant les concepts de Thomas Young (loi de Young-Dupré).
Il est décoré de la Légion d’honneur en 1863.